# Obraz Matki Bożej Jadownickiej
Obraz Matki Bożej Jadownickiej – Róży Duchownej – wizerunek przedstawiający Maryję z Dzieciątkiem, w typie Hodegetrii, znajdujący się w kościele parafialnym pw. św. Prokopa w Jadownikach koło Brzeska. Obraz otoczony jest kultem religijnym i uważany za cudowny.

## Historia
W Jadownikach znajduje się z II poł. XV w. gotycki obraz Matki Bożej z Dzieciątkiem zwany Matką Bożą Jadownicką lub Różą Duchowną. Autorem obrazu nawiązującym stylowo do Hodegetrii krakowskich, jest prawdopodobnie Mistrz Zwiastowania z Jodłownika. Wizerunek NMP przypomina czeski typ Madonny Doudlebskiej (lub Matki Bożej Piekarskiej), wykonany został na gruntowanej lipowej desce, namalowany temperą i wykonany laserunkami olejnymi; przybiera kształt stojącego  prostokąta o wymiarach 110 x 75  cm. Obraz początkowo znajdował się w starym drewnianym kościele, po jego rozebraniu w 1910 r. został przeniesiony do bocznej kaplicy w nowej świątyni. W latach 1962–1964 prawdopodobnie pierwszą konserwację obrazu przeprowadzili Krystyna Sokół-Gujda i Jacek Radołowicz. Podczas tych prac usunięto dwie warstwy przemalowań z XIX wieku (przeprowadzono impregnację i prostowanie podobrazia, sklejenie desek, uzupełnienie ubytków zaprawy oraz wykonano punktowanie scalające). Odkrycie pierwotnego wyglądu sprawiło u wiernych stwierdzenie, że obraz jest nieprawdziwy – fałszywy. Obraz uważany jest za skarb sztuki i pobożności maryjnej. Jesienią 2020 r. obraz Matki Bożej Jadownickiej został poddany oględzinom, badania stwierdziły m.in., że obraz został wykonany specjalnie dla kościoła w Jadownikach.
Od dawna obraz Matki Bożej z Dzieciątkiem był nazywany Matką Bożą Jadownicką lub Matką Bożą z Różą. Dopiero w latach 1969–1998 (za proboszczowania ks. Jana Kordeli) zaczęto nazywać Maryję z tego wizerunku Różą Duchowną. Nazwa wzięła się od broszki (u Matki Boskiej), która jest w kształcie róży.

## Opis wizerunku
Obraz Matki Bożej Jadownickiej przedstawia Matkę Bożą z Dzieciątkiem Jezus i dwoma aniołami. Postać Madonny została ukazana od bioder w górę. Maryja trzyma na lewej ręce Dzieciątko Jezus. Jej postać jest lekko pochylona ku synowi. Twarz Maryi przedstawia młodą dziewczynę o delikatnych rysach z mocno podkreślonymi oczami, prostym nosem, małymi ustami i lekko podkreślonym podbródkiem. Prawa dłoń, jest szczupła o długich palcach, położona na piersi. W prawej dłoni trzyma gałązkę różaną, która dotyka broszy spinającej płaszcz. Brosza u Maryi utożsamiana jest z różą. Szata Matki Boskiej jest czerwona ze złotą lamówką oraz odziana jest granatowym płaszczem z zielonym podbiciem. Dzieciątko Jezus jest zwrócone do widza w 3/4 postaci. W lewej ręce trzyma książkę, a prawa ręka Dzieciątka jest skierowana w stronę Maryi w geście błogosławieństwa. Jezus jest ubrany w bordową suknię, którą zdobią złote gwiazdki. Wokół głów Madonny i Jezusa znajdują się złote nimby. Tło do wysokości głowy Maryi przedstawia kwiatową kotarę o formie zielono-złocistej. Powyżej kotary znajduje się złoty pas z wzorem wiciowo-roślinnym. Po bokach NMP i jej syna (ponad kotarą) znajdują się aniołowie w białych sukienkach.

## Kult maryjny
Wizerunek Madonny od ok. XVII – XIX w. był otaczany lokalną czcią wiernych, którzy wierzyli, że jest on wizerunkiem „fertur gratiosa” tj. „niosącym łaski”. Wizytacje wymieniają obraz i pośrednio kult. Opis wizytacji kapitulnej z 1664 r. podaje istnienie ołtarza z obrazem NMP, wizytacje z 1748 i 1754 roku potwierdzają istnienie obrazu oraz cześć dla Matki Bożej w jadownickim kościele. Po przeniesieniu obrazu ze starego do nowego kościoła w 1910 r. kult osłab. Obraz Madonny posiadał srebrne korony, drewnianą złoto-srebrną sukienkę i wota co potwierdza wizytacja parafii z XVIII w. Z czasem zaginęły korony i wota, świadczące o lokalnym kulcie. Dawniej w każdą sobotę rano była sprawowana msza św. z formularza o Matce Bożej z kazaniem maryjnym. Obecnie w każdą środę przed wizerunkiem Madonny Jadownickiej odmawiana jest nowenna do Matki Bożej, a w każdy czwartek (od 2019) różaniec z modlitwą o powołania do służby Bożej w Kościele. Dwa razy w miesiącu (w wyznaczone wtorki) o godz. 19.00 w kaplicy Matki Bożej Róży Duchownej odbywa się msza św. z adoracją Najśw. Sakramentu i różańcem w intencjach czcicieli Madonny z Jadownik. W parafii odbywa się również nabożeństwo pierwszej soboty miesiąca i nabożeństwo fatimskie. Przed obraz Maryi przychodzą m.in. nowożeńcy polecając nową drogę życiową. W 2020 r. został wydany modlitewnik do Matki Bożej Jadownickiej (Róży Duchownej).